# Municipio de San Jorge (kommun)
Municipio de San Jorge är en kommun i Guatemala.   Den ligger i departementet Departamento de Zacapa, i den centrala delen av landet, 100 km öster om huvudstaden Guatemala City.